# Halina Cetnarowicz
Halina Cetnarowicz, Hala (ur. 26 sierpnia 1916 w Warszawie, zm. 11 sierpnia 2005 tamże) – polska lekarka internistka i hematolożka, więźniarka obozów koncentracyjnych, wieloletnia pracowniczka Instytutu Hematologii.

## Życiorys

### Młodość
Halina Szpilfogel uczyła się w Żeńskim Prywatnym Gimnazjum i Liceum prowadzonym przez Janinę Popielewską i Janinę Roszkowską przy ul. Bagatela 15 w Warszawie, gdzie zdała maturę. Była instruktorką harcerską, ze swym zastępem uczestniczyła w Zlocie ZHP w Spale w 1935 roku. Była instruktorką Hufca Mokotów, członkinią klubu instruktorów harcerskich „Złota Strzała”, a w 1939 roku była opiekunką grup obozów harcerskich.
Studiowała nauki społeczne na Wolnej Wszechnicy Polskiej, uczęszczała również na zajęcia na Wydziale Psychologii Uniwersytetu Warszawskiego. Po wybuchu II wojny światowej rozpoczęła studia medyczne na tajnych kompletach.

### II wojna światowa
We wrześniu 1939 roku zorganizowała i prowadziła punkt opatrunkowy, a potem szpitalik przy ul. Wiejskiej. W czasie okupacji uczestniczyła w pracach SZP, ZWZ i AK. Była łączniczką komórki więziennej ZWZ Kazimierza Gorzkowskiego, w latach 1941–1942 była komendantką Hufca Mokotów Szarych Szeregów Żeńskich. Po aresztowaniu (wraz z mężem) w Zakopanem Halina była poddana brutalnemu śledztwu w tamtejszej katowni Gestapo, Palace, łącznie z próbami wieszania. Trafiła na Pawiak, potem została wywieziona do obozu koncentracyjnego na Majdanku, gdzie pracowała w obozowym lazarecie, następnie do Oświęcimia i Bergen-Belsen. W Majdanku przeszła ciężką chorobę.
W obozach uczestniczyła w akcjach ratowania innych więźniarek i pomocy dla nich. Po wyzwoleniu obozu Bergen-Belsen przez aliantów doprowadziła polskie więźniarki do obozu polskich kobiet – żołnierzy AK z powstania warszawskiego w Oberlangen. Po wojnie była autorką dokumentacji życia obozowego, w tym zeznawała w USC Shoah Foundation Institute założonej przez Stevena Spielberga, i w dochodzeniu amerykańskiego Departamentu Sprawiedliwości w sprawie Josefa Mengele.

### Po wojnie
Ukończyła studia na Wydziale Lekarskim Uniwersytetu Warszawskiego. Była internistką, potem specjalizowała się w hematologii. Pracowała w Instytucie Hematologii, potem w Instytucie Onkologii, Instytucie Badań Jądrowych na Żeraniu i ponownie w Instytucie Hematologii.
Była jednym z wydawców Monografii Biochemicznych Polskiego Towarzystwa Biochemicznego. Otrzymała honorowe członkostwo Polskiego Stowarzyszenia Chorych na Hemofilię.
W latach 70. i 80. XX wieku bardzo aktywnie wspierała działalność opozycji demokratycznej, w tym Studenckich Komitetów Solidarności oraz „KOR”, KSS „KOR” i podziemnej NSZZ „Solidarność”.

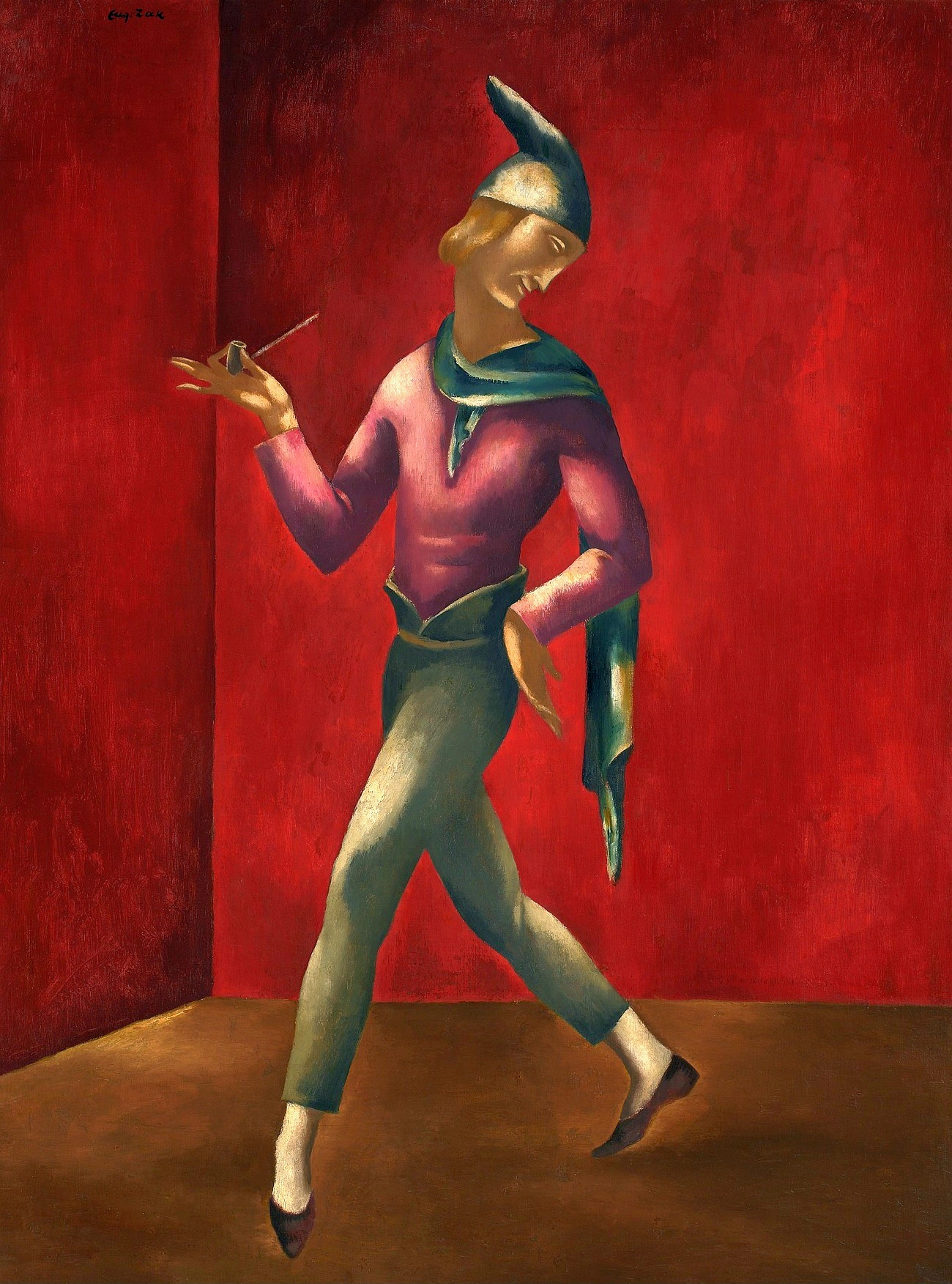
Obraz Eugeniusza Zaka „Tańczący pajac”, który przez wiele lat zdobił salę malarstwa międzywojennego w Muzeum Narodowym w Warszawie, był przed wojną własnością rodziców Haliny Cetnarowicz i wisiał w ich sypialni. Po wojnie został podarowany przez nią temu muzeum.

## Życie prywatne
Halina Cetnarowicz pochodziła z polskiej zasymilowanej rodziny żydowskiej. Była córką Mariana i Julii Szpilfogel, oboje zginęli w czasie wojny. Miała młodszego brata, który przed wojną wyemigrował. W czasie wojny wyszła za Kazimierza Cetnarowicza, który zginął w 1943 roku.
Po wojnie z Wacławem Kawalcem (1914–1999) miała dwójkę dzieci, Barbarę i Stefana.
Zginęła, mając 89 lat, padłszy ofiarą napadu rabunkowego. Została pochowana na cmentarzu komunalnym Północnym w Warszawie (kwatera S-IV-8, rząd 3, miejsce 2).
Znany obraz Eugeniusza Zaka „Tańczący pajac”, który przez wiele lat zdobił salę malarstwa międzywojennego w Muzeum Narodowym w Warszawie, był przed wojną własnością rodziców Haliny Cetnarowicz i wisiał w ich sypialni. Po wojnie został podarowany przez nią temu muzeum.